# Paul (municipalité du Cap-Vert)
Pour les articles homonymes, voir Paul.

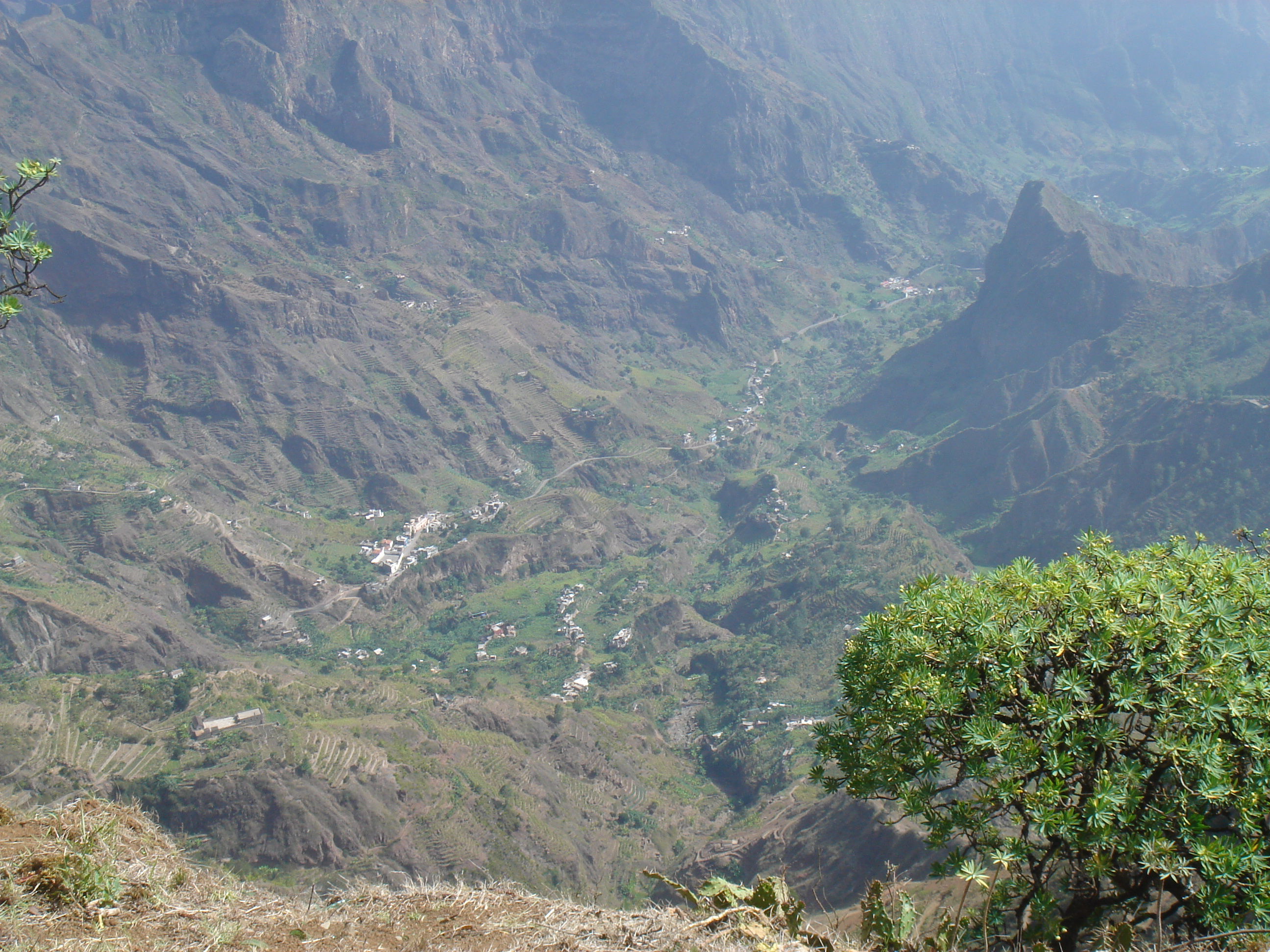
Vue sur la vallée

La municipalité de Paul est une municipalité (concelho) du Cap-Vert, située au nord-est de l'île de Santo Antão, dans les îles de Barlavento. Son siège se trouve à Vila das Pombas.

## Géographie
Elle regroupe tous les villages de la Ribeira do Paul et se situe à 7 km de Sinagoga.

## Population
Lors du recensement de 2010, la municipalité comptait 6 997 habitants.